# Astroturfing

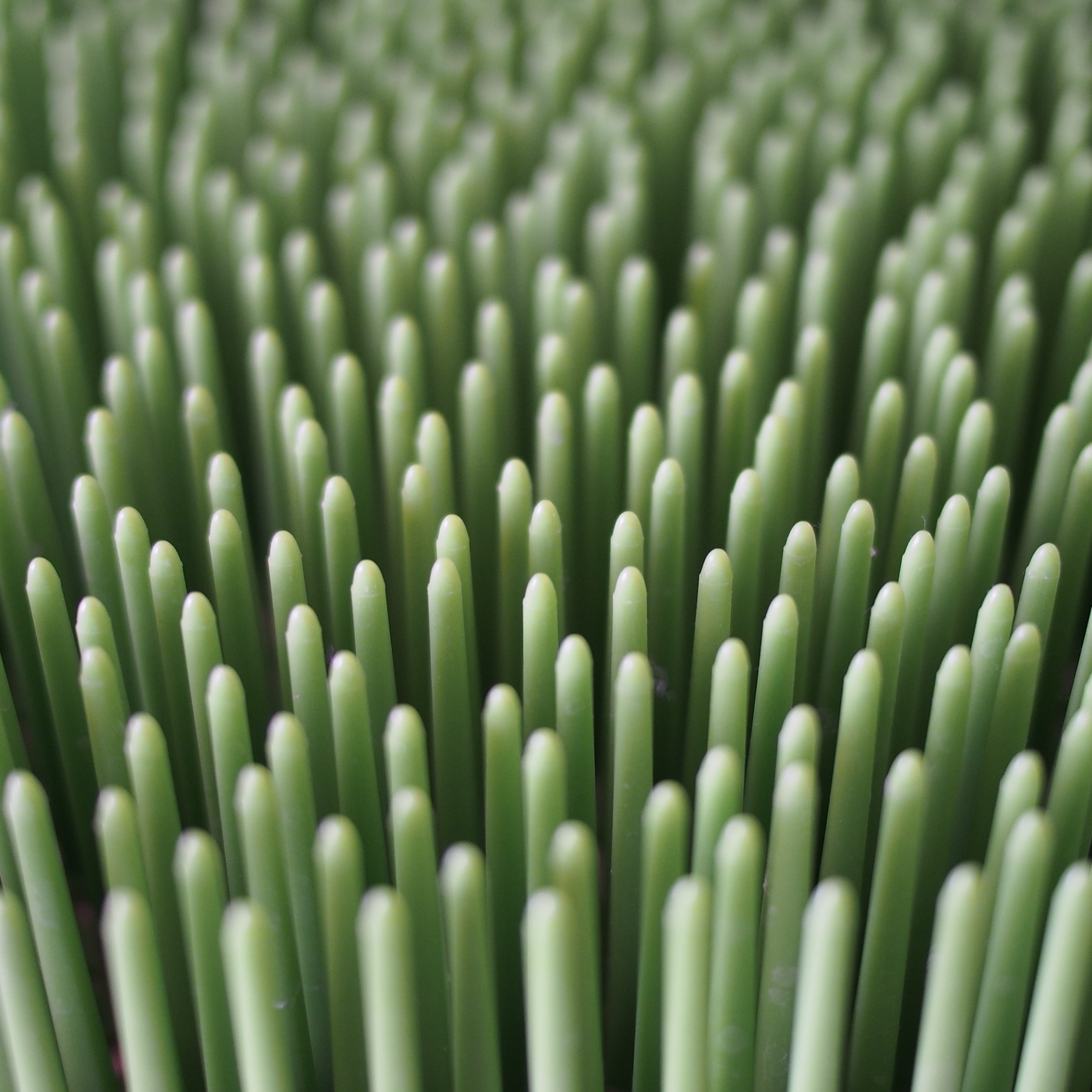
Kunstgras, het tegenovergestelde van natuurlijk, geworteld gras.

Astroturfing is het door overheden, organisaties of bedrijven in scène zetten van burgerinitiatieven om de indruk te wekken dat het gaat om spontane grassroots-acties. In de opzet wil men de schijn wekken dat het gaat om een onafhankelijke openbare meningsverandering over politici, politieke groepen, producten, bedrijven, diensten en/of gebeurtenissen.

## Historie
Het woord is afgeleid van een merk kunstgras uit de VS met de naam AstroTurf, om het contrast aan te geven met authentieke grassrootsbewegingen - die hun wortels in de reële wereld hebben. Een vroeg voorbeeld van het gebruik van de term is te vinden in de Washington Post van 7 augustus 1985. De Amerikaanse senator Lloyd Bentsen komt daarin aan het woord over de bergen post die hij ontvangt, en stelt dat een kerel uit Texas het verschil weet tussen "grassroots en Astro Turf".
Een voorbeeld - nog voordat de term bestond - uit 1935: nutsbedrijven bestookten het Congres in de VS met duizenden telegrammen, zogenaamd van burgers, om een maatschappelijk draagvlak te suggereren voor hun bedrijfsbelang. Ze wilden voorkomen dat een hen ongevallige wet zou worden aangenomen.

## Huidige tijd
De National Smokers Alliance was een mantelorganisatie in de VS waarmee de tabaksindustrie eind vorige eeuw via astroturfing streed tegen overheidsregulering en verhoogde tabaksaccijnzen. De voor dit doel door de PR-firma Burson-Marsteller opgerichte organisatie gebruikte heimelijke marketingtactieken om de schijn te wekken van een volksverzet tegen antirookwetten.
Astroturfing wordt ook in het internettijdperk ingezet om een valse indruk te geven van de omvang van publieke steun voor een politiek standpunt of commercieel belang. Dit gebeurt door steunbetuigingen als likes, duimpjes en hartjes te kopen, door het inzetten van positieve reviews, al dan niet via sokpoppen of door hashtags als #VapingSavesLives te introduceren voor gebruik op sociaalnetwerksites. In 2020 werd vastgesteld dat nepaccounts informatie verspreidden over West-Papua, waarschijnlijk om de steun voor de onafhankelijkheid van het gebied te ondermijnen.